# Kazym
Il Kazym (in russo  Казым?) è un fiume della Russia siberiana nordoccidentale, affluente di destra dell'Ob'. Scorre nel Belojarskij rajon del Circondario autonomo Jamalo-Nenec che fa parte dell'oblast' di Tjumen'.

## Descrizione
Il fiume ha origine dal lago Kazymtajlor (озеро Казымтайлор), negli Uvali siberiani, ad un'altitudine di 150 m. Attraversa con direzione mediamente occidentale e un corso molto tortuoso una pianura alluvionale lacustre coperta da una taiga di larice e abete rosso, senza incontrare centri urbani di qualche rilievo ad eccezione del centro petrolifero di Belojarskij. Sfocia da destra nell'Ob' nel suo basso corso, a 648 km dalla sua foce.
La lunghezza del Kazym è di 659 km. L'area del suo bacino è di 35 600 km². La sua portata media, all'altezza dell'insediamento di Juil'sk, è di 76,73 m³/s. La larghezza del fiume nella parte superiore è meno di 20 m, nella parte inferiore raggiunge i 250–400 m e vicino alla foce i 1200 m.
I suoi principali affluenti sono: Sorum (Сорум) da destra; Amnja (Амня), Lychn (Лыхн) e Pomut (Помут) da sinistra. Il fiume è gelato da fine ottobre/inizio novembre sino a metà maggio.
Il fiume è navigabile per 188 km, da Belojarskij all'insediamento di Verchnekazymskij (Верхнеказымский), e per le piccole imbarcazioni per 250 km fino a Juil'sk (Юильск).